# Armeeabteilung Narvik
Die Armeeabteilung Narvik war eine kurzzeitig existierende deutsche Kommandobehörde der Wehrmacht kurz vor Ende des Zweiten Weltkriegs.

## Geschichte
Der Verband wurde am 25. November 1944 bei der 20. Gebirgs-Armee durch Umbenennung des Generalkommandos XIX. Gebirgs-Armeekorps aufgestellt und übernahm den Befehl über die am Lyngenfjord eingesetzten Kräfte. Die Armeeabteilung Narvik kämpfte u. a. in Lappland (Norwegen) und bestand bis Kriegsende. 
Nach der Räumung von Hammerfest Mitte Februar 1945, war die Armeeabteilung Narvik nördlich von Narvik eigenverantwortlich und der Rückzug der deutschen Kräfte wurde fortgesetzt. Hierfür stand die 6. Gebirgs-Division, welche der Armeeabteilung Narvik zugeteilt war, in der Semmering-Stellung und war für die Überwachung der Pässe nach Nordschweden verantwortlich. Die Seestellung übernahm die 270. Infanterie-Division und die Lyngen-Stellung die 230. Infanterie-Division. Ende Februar 1945 wurde die 169. Infanterie-Division über die See an die Ostfront transportiert. Anfang März 1945, und auch gegen Ende des Monats, besuchte der Befehlshaber der Armeeabteilung Narvik das Führerhauptquartier, wobei festgelegt wurde, dass vor Beginn des Frühlings keine weiteren Maßnahmen befohlen werden sollten. Anfang März 1945 wurde die 7. Gebirgs-Division nach Süden in Marsch gesetzt und war für die Überführung nach Dänemark vorgesehen, sodass Ende des Monats die Verladung für den Seetransport erfolgte.
Befehlshaber über das Bestehen der Armeeabteilung Narvik hinweg war der General der Gebirgstruppe Ferdinand Jodl, der ehemalige Kommandierender General des aufgelösten XIX. Gebirgs-Armeekorps.

## Gliederung 1945
- 169. Infanterie-Division
- 230. Infanterie-Division
- 270. Infanterie-Division
- Divisionsgruppe z. b. V. 140
- 6. Gebirgs-Division
- 7. Gebirgs-Division

## Bekannte Angehörige der Armeeabteilung Narvik (Auswahl)
- Major Wilhelm Speisebecher: Ia bei der Armeeabteilung, später Fachbuchautor, Oberst der Bundeswehr und Träger des Bundesverdienstkreuzes